# Pogrell

Wappen derer von Pogrell

Pogrell (auch Pogrel oder Pogarell, polnisch z Pogorzeli, z Pogorely, z Pogorella, tschechisch Pohořelá, z Pohořelé, z Pohořelce) ist der Name eines alten schlesischen Adelsgeschlechts. Die Herren von Pogrell gehörten zum altschlesischen Herrenstand. Zweige der Familie bestehen bis heute.

## Geschichte
Die Stammreihe des Geschlechts beginnt mit Thomas comes de Kopanica (Kopnitz bei Bomst) auf Popino (Deutsch-Poppen bei Schmiegel), der um 1180 gestorben ist. Sein Sohn Grzymislaw begründete das polnische Herrengeschlecht Grzymała gleichen Wappens. Von dessen Söhnen, Jaroslaw, dem Truchsessen und Predslaw, dem Schenken des Herzogs Heinrich I. von Schlesien (urkundlich 1203) wurde vor 1210 das Kloster Kamenz auf ihrer dortigen Burg gegründet. Bogussius dictus de Pogarell, Sohn des Predslai de Michelow, führt nach dem Dorf Pogarell bei Brieg erstmals 1276 urkundlich den heutigen Namen.
Als weiterer urkundlich gesicherter Vertreter des Geschlechts erscheint im Jahre 1290 Wenzlaw von Pogrell als Rat des Herzogs Boleslaus III.  von Schweidnitz-Jauer. Auch später sind aus dem Geschlecht bedeutende Angehörige hervorgegangen, die sowohl in kirchlichen als auch in weltlichen Ämtern zu großem Einfluss gelangten.

Epitaph für Preczlaw von Pogarell im Breslauer Dom

Preczlaw von Pogarell (1299–1376) wurde 1341 zum Bischof von Breslau erwählt und war unter Kaiser Karl IV. Reichsvizekanzler. Er erhielt 1355 den Vorrang vor allen Fürsten Schlesiens und nannte sich Fürst von Neisse, Herzog von Grottkau. Ein weiterer Prezislaus Pogrell erscheint 1369 als Burggraf zu Freudenberg. Sigmund von Pogrell, er lebte in der ersten Hälfte des 15. Jahrhunderts, war Landeshauptmann im Herzogtum Schweidnitz-Jauer. Christoph von Pogarell und Michelau war 1590 Landesältester im Herzogtum Brieg.
Der Grundbesitz konnte im Laufe der Zeit stetig erweitert werden. Schon 1277 war Michelau bei Brieg, 1341 Habendorf, 1417 Taschenberg und 1480 Kleutsch bei Frankenstein im Besitz bzw. Teilbesitz der Familie.
Weitere Besitzungen waren unter anderen Lorenzdorf, Binzerau, Kapotschütz, Krakowane, Lampersdorf und Kutscheborwitz. 1782 war nur noch das Gut Kutscheborwitz bei Wohlau in Familienbesitz.
Johann Kaspar von Pogrell und Kutscheborwitz, Herr auf Binzerau, herzoglich-sächsischer Geheimer Rat und kaiserlicher Reichshofrat wurde 1731 von Kaiser Karl VI. in den Reichsfreiherrenstand erhoben. Am 17. Juni 1744 erhielt er von Kaiser Karl VII. den Reichsgrafentitel.

Wappen der Wappengemeinschaft Grzymala

## Wappen
Das Stammwappen zeigt in Silber eine rote Burg mit drei Zinnentürmen, der mittlere überhöht, mit je einer Fensteröffnung und einem offenen Tor mit Fallgitter zwischen rechts schwarzem und links goldenem Torflügel. Auf dem Helm mit rot-silbernen Decken je aus einem goldenen Schaft wachsende natürliche Pfauenschweife (zeitweilig als Helmzier auch die Burg ohne Tor, der mittlere Turm mit einem natürlichen Pfauenschweif besteckt).
Das Reichsgrafendiplom vom 17. Juni 1744 zeigt eine Wappenbesserung mit zwei weiteren Helmen. Der erste mit schlesischem Herzogshut, der zweite der Stammhelm und der dritte mit gold bewehrten silbernen Doppeladlerrumpf, eine Grafenkrone um den Hals tragend.

## Namensträger
- Günther von Pogrell (1879–1944), deutscher Offizier, zuletzt General der Kavallerie
- Leopold von Pogrell (1805–1865), deutscher Kaufmann und Politiker
- Preczlaw von Pogarell (1299–1376), Fürstbischof von Breslau und Vizekanzler von Kaiser Karl IV.